# Jamar Chaney
Jamar Antwon Chaney (urodzony 11 października 1986 roku w Fort Pierce w stanie Floryda) – amerykański zawodnik futbolu amerykańskiego, grający na pozycji linebackera. W rozgrywkach akademickich NCAA występował w drużynie Mississippi State University.
W roku 2010 przystąpił do draftu NFL. Został wybrany w siódmej rundzie (200. wybór) przez zespół Philadelphia Eagles. W drużynie z Penylwanii występuje do tej pory.